# Четыре в ряд

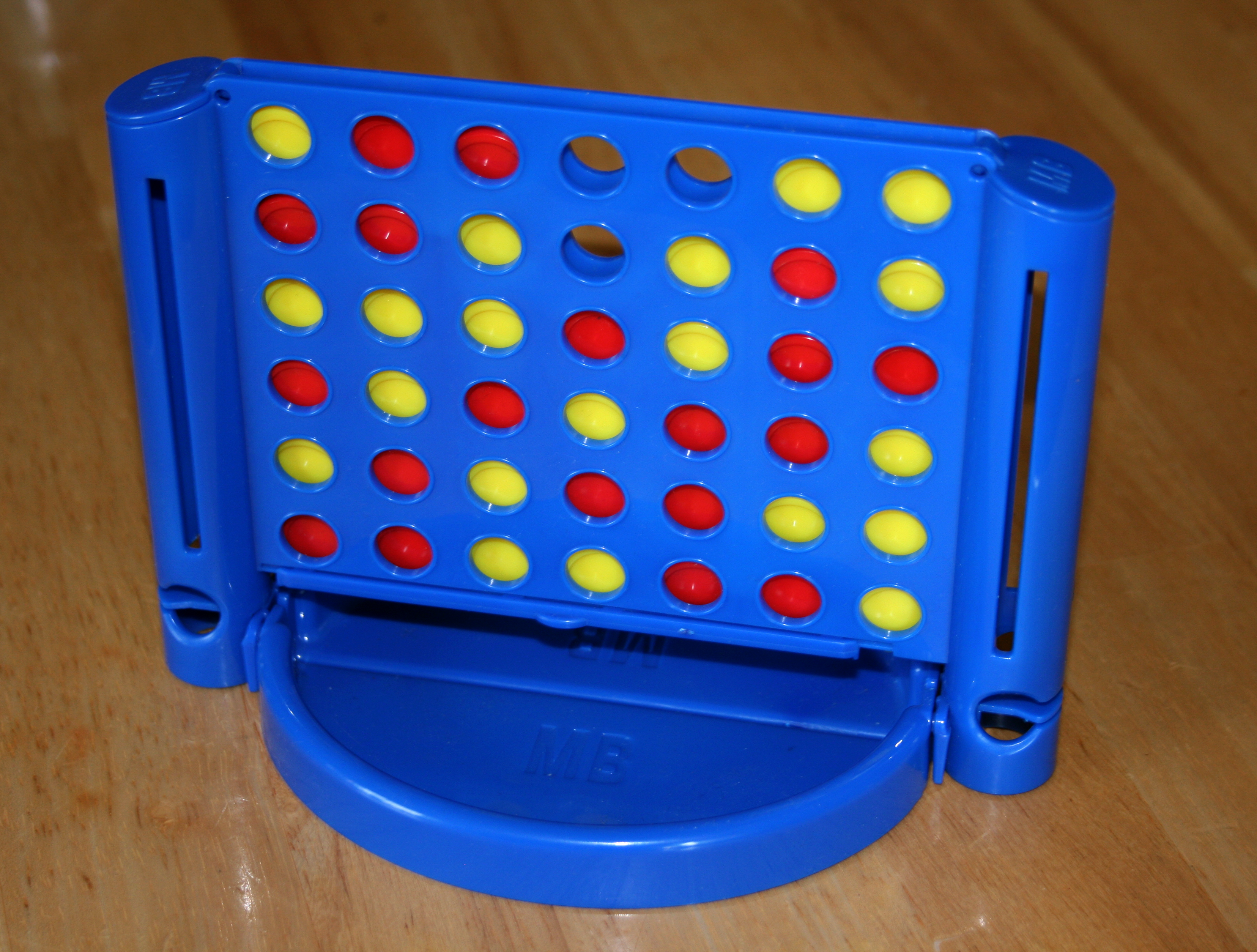
Версия настольной игры

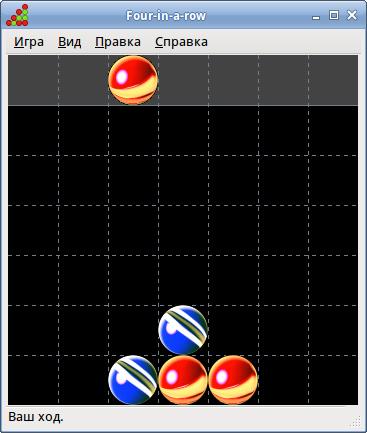
Компьютерная версия игры Четыре в ряд — «Four-in-a-Row» из набора игр GNOME Games

«Четыре в ряд» или «Соедини четыре» (англ. Connect four) — игра для двоих, в которой игроки сначала выбирают цвет фишек, а затем ходят по очереди, роняя фишки в ячейки вертикальной доски. Цель игры — расположить раньше противника подряд по горизонтали, вертикали или диагонали четыре фишки своего цвета. Существуют варианты игры с полем разного размера, с фишками в форме дисков или шариков. Наиболее распространенный вариант, также называемый классическим, 7x6, а также 8x7, 9x7 и 10x7.
Игра продается под названием Connect Four с февраля 1974.
В Советском Союзе игра производилась под разными названиями: «Гравитрипс» (Таллинское ПО «Норма»), «Квартет» (Черновецкое ПО «Черемош»), «Квадро» (Одесский завод полиграфических машин) и т. д.

## Математическое решение
Математически игра была решена Джеймсом Д. Алленом (James D. Allen) 1 октября 1988, а также независимо Виктором Аллисом 16 октября 1988.
Роняя первую фишку в колонку посередине, первый игрок может обеспечить себе выигрыш. Роняя первую фишку в одну из соседних колонок, первый игрок позволяет противнику сыграть вничью. Начиная игру с одной из четырёх крайних колонок, первый игрок позволяет выиграть противнику.

## Компьютерные игры
- Four-in-a-Row — в наборе игр GNOME Games.
- The AI Games — Four in a Row — конкурс создания искусственного интеллекта.
- Quattropoli — версия для некоторых телефонов Siemens.